# Una vida por otra
Una vida por otra es una película mexicana de 1932, dirigida por John H. Auer.

## Argumento
La película cuenta la historia de Lucía, que necesita dinero para el tratamiento de su madre enferma. Ella ve el asesinato de Joaquín, quien chantajeó a su examante Aurora. Aurora le paga a Lucía para asumir la culpa. Ella informa el crimen a la policía alegándose culpable, pero se niega a explicar los detalles del crimen. Sin embargo, cuando el dinero llega a su madre, ya no es de ayuda, ya que ella muere. El abogado de Lucia, Rafael, descubre la verdad y decide aclarar el incidente en la corte, a pesar de que Aurora es su esposa. Cuando se revela su acto, Aurora se suicida.

## Reparto
- Nancy Torres como Lucia Zamora.
- Julio Villarreal como Rafael Icaza.
- Gloria Iturbe como Aurora.
- Rosita Arriaga como Doña Lupita.
- Joaquín Coss como Don Pancho Martínez y Martínez.
- Alfredo del Diestro como Agente del ministerio público.
- Sofía Álvarez como Sofía Arellano.
- Víctor Urruchúa como Novio de Lucía.
- Emma Roldán como Consuelo - vecina.
- Ricardo Carti como Doctor González.
- Jorge Peón
- Carlos López
- Jesús Melgarejo
- Beatriz Ramos
- Conchita Gentil Arcos

## Producción
La película fue producida por las compañías Cia Nacional Productora de Película y Inter-Americas Cinema. En Estados Unidos, Una vida por otra fue distribuida en español por Cinexport Distributing y Jack Lustberg. John H. Auer era de Hungría y filmó películas en idiomas extranjeros en Hollywood antes de venir a México. Como no hablaba español, fue asistido por Fernando de Fuentes, con quien colaboró en la dirección de diálogo y trazos escénicos.